# Аделфия (община)
 Тази статия е за италианската община.  За древноримската благородничка вижте Аделфия.  
Адѐлфия (на италиански: Adelfia) е град и община в Южна Италия, провинция Бари, регион Пулия.
Разположна е на 154 m надморска височина. Населението на общината е 17 185 души (към 31 декември 2007).
Общината се състои от 2 по-малки града, Кането (Canneto) и Монтроне (Montrone), съединили се през 1927 г. въпреки силни културни и диалектни разлики.